# Parlamentswahl in Gibraltar 2023
- GSLP: 7
- LPG: 2
- GSD: 8

Die Wahl zum Parlament von Gibraltar fand am 12. Oktober 2023 statt.
Sie wurde von der GSLP–Liberal Alliance gewonnen, einer Allianz zwischen Gibraltar Socialist Labour Party (GSLP) und Liberal Party of Gibraltar (LPG), die 50,04 % der Stimmen und 9 der 17 verfügbaren Sitze übernahm und damit zum vierten Mal in Folge den Sieg davontrug.

## Parteivorsitzende der antretenden Parteien
| Partei:                          |               |                            |
| Gibraltar Socialist Labour Party | Liberal Party | Gibraltar Social Democrats |
| Parteiführer/in:                 |               |                            |
|                                  |               |                            |
| Fabian Picardo                   | Joseph Garcia | Keith Azopardi             |
| Politische Ausrichtung:          |               |                            |
| sozialdemokratisch               | liberal       | konservativ                |

## Wahlergebnis
| Parlamentswahl von Gibraltar 2023               | Parlamentswahl von Gibraltar 2023               | Parlamentswahl von Gibraltar 2023               | Parlamentswahl von Gibraltar 2023               | Parlamentswahl von Gibraltar 2023 | Parlamentswahl von Gibraltar 2023 | Parlamentswahl von Gibraltar 2023 | Parlamentswahl von Gibraltar 2023 | Parlamentswahl von Gibraltar 2023 | Parlamentswahl von Gibraltar 2023 |
| Partei                                          | Partei                                          | Partei                                          | Partei                                          | Stimmen                           | %                                 | ±                                 | Sitze                             | %                                 | ±                                 |
| ----------------------------------------------- | ----------------------------------------------- | ----------------------------------------------- | ----------------------------------------------- | --------------------------------- | --------------------------------- | --------------------------------- | --------------------------------- | --------------------------------- | --------------------------------- |
|                                                 | Alliance                                        |                                                 | Gibraltar Socialist Labour Party                | 63.700                            | 35,44 %                           | ▼1,56 %                           | 7                                 | 41,18 %                           | ▬                                 |
|                                                 | Alliance                                        | Liberal Party                                   | 26.241                                          | 14,60 %                           | ▼0,90 %                           | 2                                 | 11,76 %                           | ▼1                                |                                   |
|                                                 | Alliance                                        | Alliance Gesamt                                 | 89.941                                          | 50,04 %                           | ▼2,46 %                           | 9                                 | 52,94 %                           | ▼1                                |                                   |
|                                                 | Gibraltar Social Democrats                      | Gibraltar Social Democrats                      | Gibraltar Social Democrats                      | 86.537                            | 48,15 %                           | ▲22,60 %                          | 8                                 | 47,06 %                           | ▲2                                |
|                                                 | Unabhängige                                     | Unabhängige                                     | Unabhängige                                     | 3.262                             | 1,81 %                            | ▲0,36 %                           | 0                                 | 0,00 %                            | ▬                                 |
|                                                 | Together Gibraltar                              | Together Gibraltar                              | Together Gibraltar                              | nicht teilgenommen                | nicht teilgenommen                | ▼20,50 %                          | –                                 | –                                 | ▼1                                |
| Gesamt                                          | Gesamt                                          | Gesamt                                          | Gesamt                                          | 179.740                           | 100,00 %                          |                                   | 17                                | 100,00 %                          | ▬                                 |
|                                                 |                                                 |                                                 |                                                 |                                   |                                   |                                   |                                   |                                   |                                   |
| Gültige Stimmen                                 | Gültige Stimmen                                 | Gültige Stimmen                                 | Gültige Stimmen                                 | 18.784                            | 97,55 %                           |                                   |                                   |                                   |                                   |
| Ungültige Stimmen                               | Ungültige Stimmen                               | Ungültige Stimmen                               | Ungültige Stimmen                               | 472                               | 2,45 %                            |                                   |                                   |                                   |                                   |
| Abgegebene Stimmen                              | Abgegebene Stimmen                              | Abgegebene Stimmen                              | Abgegebene Stimmen                              | 19.256                            | 100,00 %                          |                                   |                                   |                                   |                                   |
| Anzahl der Wahlberechtigten und Wahlbeteiligung | Anzahl der Wahlberechtigten und Wahlbeteiligung | Anzahl der Wahlberechtigten und Wahlbeteiligung | Anzahl der Wahlberechtigten und Wahlbeteiligung | 25.200                            | 76,41 %                           |                                   |                                   |                                   |                                   |
| Quelle: parliament.gi: Ergebnis                 |                                                 |                                                 |                                                 |                                   |                                   |                                   |                                   |                                   |                                   |

### Gewählte Abgeordnete
Alliance:
Gibraltar Socialist Labour Party:
- Fabian Picardo (9.844)
- Nigel Feetham (9.298)
- Gemma Arias-Vasquez (9.280)
- John Cortes (9.256)
- Christian Santos (8,947)
- Patricia Orfila (8.729)
- Joseph Bossano (8.346)

Liberal Party:
- Joseph Garcia (9.852)
- Leslie Bruzon (8.457)

Gibraltar Social Democrats:
- Keith Azopardi (9.607)
- Damon Bossino (9.602)
- Roy Clinton (9.250)
- Craig Sacarello (9.068)
- Edwin Reyes (8.680)
- Joelle Ladislaus (8.601)
- Giovanni Origo (8.341)
- Atrish Sanchez (8.258)